# Унадон
Унадон (яп. 鰻丼 аббревиатура от «унаги домбури», «миска с угрём») — блюдо японской кухни. Унадон состоит из большой миски пропаренного белого риса (домбури), наверху которого находятся кусочки филе угря (унаги), пожаренные на гриле в стиле, называемом кабаяки. Рыба покрывается сладким соусом тарэ на основе соевого и затем карамелизуется на углях. Филе не отделяют от рыбы и потому часть с серой шкуркой кладут вниз. Затем блюдо поливается достаточным количеством тарэ, таким образом, чтобы соус начал просачиваться сквозь рис, находящийся под рыбой. В качестве украшения, унадон сверху посыпается измельчёнными ягодами сансё (также называемыми японским перцем).

## Варианты сервировки
Варианты сервировки унадона включают в себя унадзю (яп. 鰻重), когда блюдо подаётся в лакированных коробочках дзюбако (яп. 重箱); нагаяки (яп. 長焼き), когда угорь и рис подаются раздельно и хицумабуси (яп. 櫃まぶし), когда угорь рубится и перемешивается с рисом.
Кроме того, есть два способа жарки угря на гриле (кабаяки): в регионе Канто угорь отпаривается перед тем как его жарят на гриле в соусе, благодаря чему рыба становится более нежной. А в регионе Кансай угорь жарится без отпаривания.

## История
Унадон был первым блюдом типа домбури, изобретённым в поздний период Эдо, во время эпохи Бунка (1804—1818). Автором унадона является мужчина по имени Имасукэ Окубо из Сакаи-мати (в настоящее время этому месту соответствует Нихомбаси нингётё в районе Тюо в Токио) и блюдо стало известным в окрестностях театров кабуки Накамура-дза и Итимура-дза, которые находились неподалёку.
Первым стационарным заведением, продающим унадон, считается Оноя (яп. 大野屋), поблизости к Сакаи-тё в Фукиятё (яп. 葺屋町), открывшееся в неопределённый промежуток времени, однако предполагается, что это было до того, как театры сгорели в 1841 году и переехали. После голода годов Тэмпо, в 1844 года унадон начали продавать за одну продолговатую монету тэмпо-сэн и он завоевал широкую популярность.
О происхождении унадзю есть версия, что впервые подавать рис в коробочках дзюбако начал человек по имени Оя Гихэй (яп. 大谷儀兵衛), который держал ресторан «Фунаги» (яп. 鮒儀), готовивший пресноводную рыбу в месте Саня квартала Асакуса в Токио. Позже ресторан стал называться «Дзюбако», а сейчас он находится в квартале Акасака. Согласно этой теории, унадзю уже существовали в поздний период Эдо, однако эта точка зрения оспаривается. Другим мнением является что унадзю появились в период Тайсё (1912—1926), а использование лакированных коробочек стало подчёркивать роскошь.